# بازار کرمانشاه
بازار کرمانشاه یک مرکز تجاری در شهر کرمانشاه است. این بازار در زمان خود یکی از طولانی‌ترین بازارهای سرپوشیده در خاورمیانه به شمار می‌آمده‌است. ساختمان بازار دارای تویزه‌های منحصربه‌فرد است. این اثر در تاریخ ۱ دی ۱۳۷۶ با شمارهٔ ثبت ۱۹۴۴ به‌عنوان یکی از آثار ملی ایران به ثبت رسیده است.بازار کرمانشاه شامل ۱۸ راسته تخصصی است که هر یک به صنفی خاص اختصاص دارد.

## مشخصات
قدمت قدیمی‌ترین بخش‌های بازار کرمانشاه به زمان حکومت خاندان زنگنه در کرمانشاه می‌رسد که معاصر با دوران زندیه بوده‌است. با این وجود بخش‌های جدیدتر بازار در دوران قاجاریه و در نیمۀ سدۀ ۱۹ میلادی ساخته شده‌اند. این بازار دارای ۱۸ راسته است که در گذشته به صورت پیوسته به یکدیگر متصل بود و یکی از طولانی‌ترین بازارهای سرپوشیدۀ خاورمیانه به حساب می‌آمده‌است.
با احداث خیابان سپه (مدرس) در سال ۱۳۱۴ بازار به دو پارۀ شرقی و غربی تقسیم شد و گذرهای درون بافت قطع شد. این خیابان پس از عبور از مقابل مسجد جامع و از وسط سبزه میدان با از بین بردن این فضای شهری شاخه‌های اصلی بازار را قطع کرد. با ساخته شدن واحدهای تجاری جدید در دو طبقه و جداره‌سازی شهری که با آجرکاری‌های پُرکاری نیز همراه بود، این خیابان به یکی از اصلی‌ترین محورهای بافت قدیم کرمانشاه تبدیل شد.
همچنین در گذشته تیمچه‌‌ای به نام سید اسماعیل در بازار کرمانشاه وجود داشت که با ساخت خیابان سپه از بین رفت. این تیمچه در مکان کنونی پاساژ ایران که قبلاً محل سینما هما بود قرار داشته‌است.

## راسته‌ها
بازار کرمانشاه که در اثر عبور خیابان‌های اصلی شهر هم‌اکنون به چهار قسمت تقسیم شده‌است. این بازار از بخش‌ها و راسته بازارهای زیادی تشکیل گشته‌است. با تغییراتی که در بازار بزرگ کرمانشاه به‌وجود آمد بسیاری از اصناف از جمله مسگری، سفیدگری، سراجی، صندوق‌سازی، گیوه‌کشی، نعل‌سازی، رنگرزی، صرافی و... برای همیشه به بوته فراموشی سپرده شد.
بازار کرمانشاه دارای ۱۸ راسته است از آن‌ها می‌توان به زرگرها، تاریکه بازار (ادویه فروشی‌ها)، بازار یهودی‌ها یا بازار جوله که ها(بازار اسلامی)، آهنگرها، مسگرها، بنکدارها، بزازخانه، درطویله قشون، چال‌حسن‌خان و توپخانه اشاره کرد. بازار کرمانشاه دارای چهارسوق‌ها و ورودی‌هایی با تزئینات آجرکاری و کاشی‌کاری است که نشانگر دید زیباشناسانۀ معماران عصرهای گذشته و فرهنگ غنی معماری این منطقه می‌باشد. در زمان رونق اقتصادی منطقه و مسیر عبور جاده ابریشم، این بازار محل اصلی داد و ستد بازرگانان اروپایی و آسیایی بوده  و با توجه به موقعیت استراتژیک دارای نشانه‌های خاص فرهنگی زیاد می‌باشد.

### راسته‌بازار توپخانه
بازار توپخانه یکی از راسته‌های ۱۸ گانۀ بازار بزرگ کرمانشاه محسوب می شود که از دروازۀ چیاسرخ (ابتدای بازار توپخانه) شروع شده و تا دروازۀ پل سیدجمعه (انتهای راسته‌بازار چال‌حسن‌خان) ادامه دارد و سردر جبهۀ شمالی آن نیز مشرف به خیابان ۴۰ متری مطهری (سیروس) قرار دارد. برای مدتی طولانی این راسته‌بازار از رونق افتاده و تقریباً متروکه شده‌بود،‌ اما از خرداد ۱۳۸۷ فاز نخست احیای آن آغاز شد و تا پاییز ۱۳۸۸ تعداد ۵۰ چشمه طاق این بازار احیاء و مرمت شد.

### راسته‌بازار فیض‌آباد
بازار فیض‌آباد یکی از بخش‌های بازار کرمانشاه است که که حدود ۳۰ تا ۳۵ حجره را شامل می‌شود و در محلۀ فیض آباد قرار دارد. قدمت این بخش از بازار به حکومت خاندان زنگنه هم‌دوره با زندیه می‌رسد و از قدیمی‌ترین بخش‌های بازار کرمانشاه به شمار می‌آید.

## سرای‌ها
در بازار کرمانشاه سراهای متعدد ازجمله سرای همدانی‌ها، سرای اصفهانی‌ها، سرای وکیل‌الدوله، سرای نور، سرای کاشانی، سرای حکیم‌الدوله، سرای خرمافروش‌ها، سرای رنگ‌رزها، سرای فراش‌باشی و سرای سنگ‌تراش‌ها وجود دارد. سه سرای مهم و بزرگ‌تر بازار وکیل‌الدوله،‌ سرای حاج علی‌محمد همدانی، و سرای نو هستند. اکثر این سراها به دلیل گذشت زمان فرسوده شده‌اند و در حال حاضر از آن‌ها به عنوان انباری استفاده می‌شود. در آبان ۱۴۰۳ معاون میراث فرهنگی اداره کل میراث فرهنگی، صنایع دستی و گردشگری استان کرمانشاه اعلام کرد نزدیک به ۹۰ درصد سراهای بازار کرمانشاه وقفی هستند و بازسازی آن‌چا تنها با مشارکت مالکین بخش خصوصی و سازمان اوقاف امکانپذیر است و دست میراث فرهنگی استان برای مرمت آن‌ها به‌جز در موارد اضطراری بسته است.

### سرای وکیل‌الدوله
سرای وکیل‌الدوله در واقع مجموعه‌ای از چهار حیاط و یک دالان است. دالان و حیاط بزرگ‌تر در میانۀ مجموعه قرار دارند و اجزای مجموعه را به هم متصل می‌کنند. دو حیاط کوچک در دو طرف دالان قرار دارند، و در قرب صحن اصلی نیز حیاط بزرگ دیگری قرار گرفته‌است. هریک از این چهار حیاط را می‌توان یک سرای مستقل محسوب کرد. در وسط حیاط بزرگ‌تر مجموعه حوضی قرار دارد که به شکل کشکول ساخته‌است و هم‌اکنون به باغچه تبدیل شده‌است. دالان ورودی محور اصلی مجموعه است که محور آن بر محور طولی صحن اصلی عمود است. در طرفین دالان حجره‌ها به صورت متقارن قرار گرفته و دهانه‌بندی آن‌ها به دهانه‌بندی صحن اصلی شباهت دارد. سراسر مجموعه دارای نمای آجری است و در برخی جاها از کاشی‌کاری آبی فیروزه‌ای استفاده شده‌است.

### سرای نو
سرای نو از دو صحن و یک دالان تشکیل شده‌است. دالان سرا بر امتداد محور شرقی-غربی قرار گرفته‌است. علاوه بر یک صحن اصلی، یک صحن و حیاط زاویه‌ای در گوشۀ جنوب شرقی سرا قرار دارد. ورودی‌های اصلی در گوشۀ جنوب غربی و میانۀ جبهۀ‌ شرقی صحن قرار دارند. حجره‌ها به‌صورت متقارن در پیرامون صحن قرار گرفته‌اند. ساختمان بانک شاهنشاهی در وسط صحن اصلی قرار گرفته‌است.

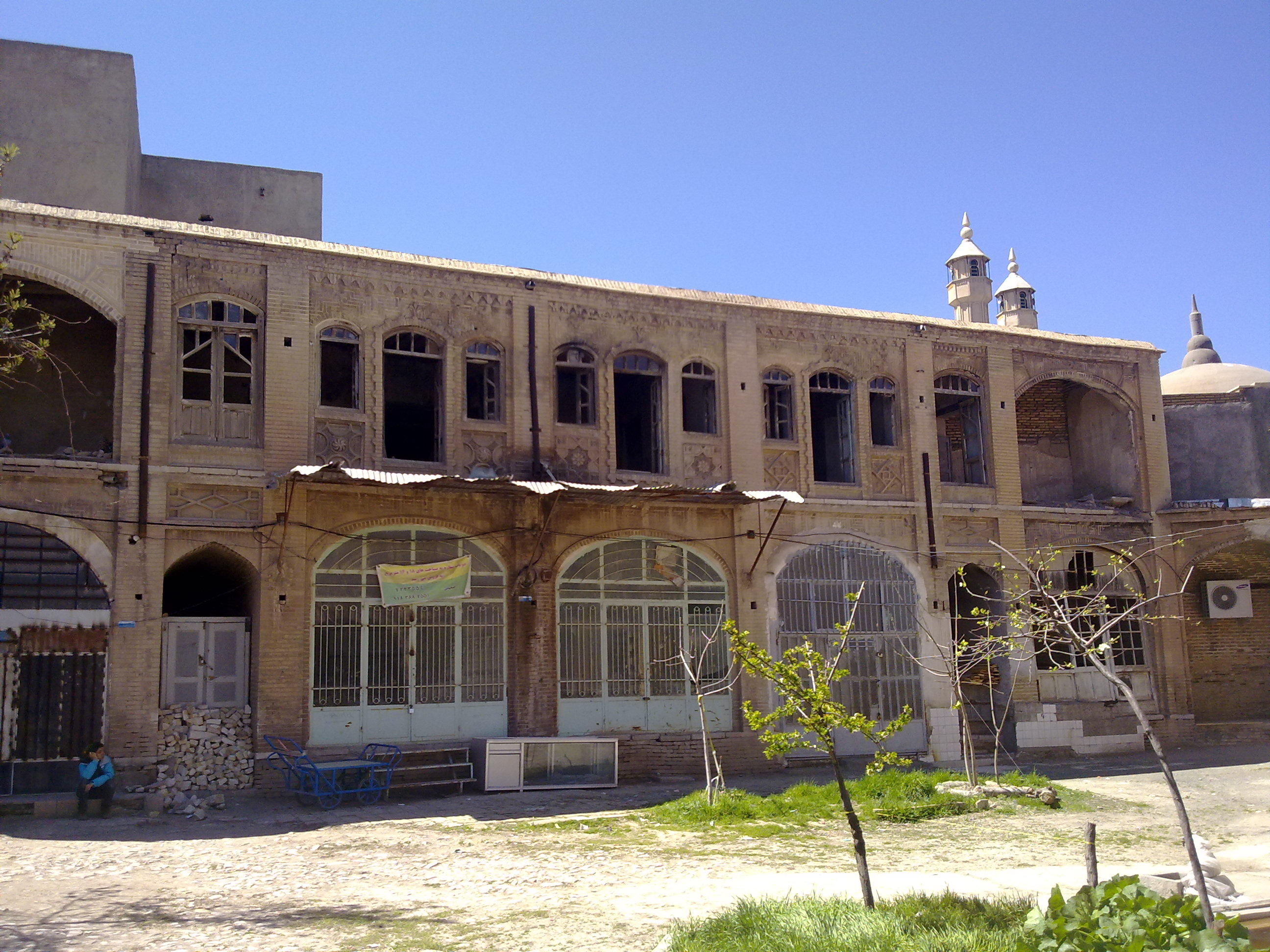
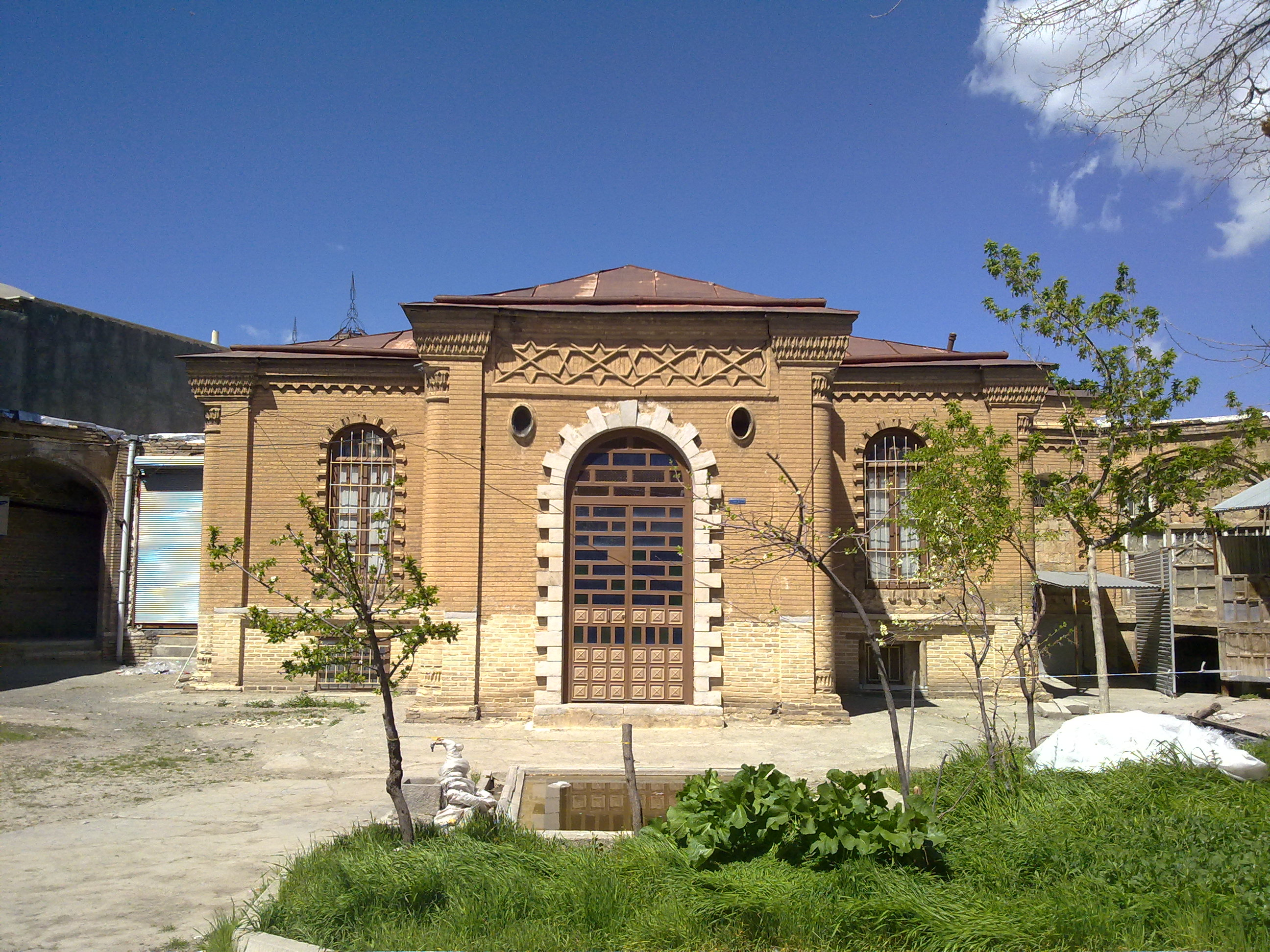

### سرای حاج علی‌محمد همدانی
سرای حاج علی‌محمد همدانی در محلۀ فیض‌آباد واقع شده که امروزه خارج از محدودۀ‌ بازار قرار دارد،‌اما در گذشته بخشی از بازار کرمانشاه محسوب می‌شده و در زمان فعالیت خود در ارتباط با تاریکه‌بازار فیض‌آباد و گذر جلوخان قرار داشته‌است. سرای حاج علی‌محمد همدانی دارای دو طبقه و زیرزمین است. سردر بنا کاشی‌کاری شده و در داخل بنا از ستون‌ها و سرستون‌های چوبی استفاده شده‌است.

## کاروانسراها
در بازار کرمانشاه علاوه بر راسته‌ها و سراها، چند کاروانسرا نیز وجود داشته‌است. یکی از این کاروانسراها که به نام کاروانسرای خندق نامیده می‌شود در راسته‌بازار چال‌حسن‌خان قرار دارد. کاروانسرای خندق که تحت مالکیت خصوصی قرار دارد طی سال‌ها به مخروبه‌ای تبدیل شده‌است.

## مرمت و بازسازی بازار
از دهۀ ۱۳۷۰ چهار فصل مرمت در بازار کرمانشاه انجام شده‌است. این مرمت‌ها عمدتاً بر روی چهار راسته‌بازار در طویله قشون، زرگرها، آهنگرها و چال‌حسن‌خان انجام شده‌است.
در راسته بازار چال‌حسن‌خان که در قسمت جنوبی بازار قرار دارد در سال ۱۳۹۶ خیابانی به نام آیت الله زرندی ساخته شده و به منظور حفظ جلوۀ معماری سنتی بازار، دیواره‌ای با طاق‌های آجری بر روی جدار بیرونی بازار اجرا شده‌است.
همچنین در راسته‌بازار فیض‌آباد نیز که دچار فرسودگی شده و در دهۀ ۱۳۷۰ ساخت‌وسازهایی بی‌تناسب در آن صورت گرفته، از ابتدای دهۀ ۱۴۰۰ مرمت‌هایی آغاز شده که شامل تکمیل سردرها، تاق‌زنی تاق‌های بازار، جداره‌سازی و مرمت حجره‌ها بوده و طرح مطالعاتی ساماندهی و مرمت آن نیز در دست تهیه است.

## رخدادهای تاریخی
- در ۱۰ فروردین سال ۱۳۰۱ بازار علاف‌های کرمانشاه دچار آتش‌سوزى شد. در این آتش‌سوزی که ۵ ساعت پس از غروب رخ داد، ۴۶ باب مغازه و به قولى ديگر ۱۵ تا ۲۰ باب مكان در آتش سوخت.[۱۵]
- در ۸ خرداد ۱۳۸۲ کاسبان بازارهای بزازخانۀ نو، بزازخانۀ کهنه و بازار اسلامیه (یهودی‌ها)ی کرمانشاه در اعتراض به عملکرد مأموران ادارۀ اجرائیات شهرداری کرمانشاه و مشکلات ناشی از طرح ترافیک خیابان مدرس مغازه‌های خود را تعطیل کردند. بازاریان برای پیگیری خواسته‌های خود نمایندگانی انتخاب کردند.[۱۶]

## نگارخانه

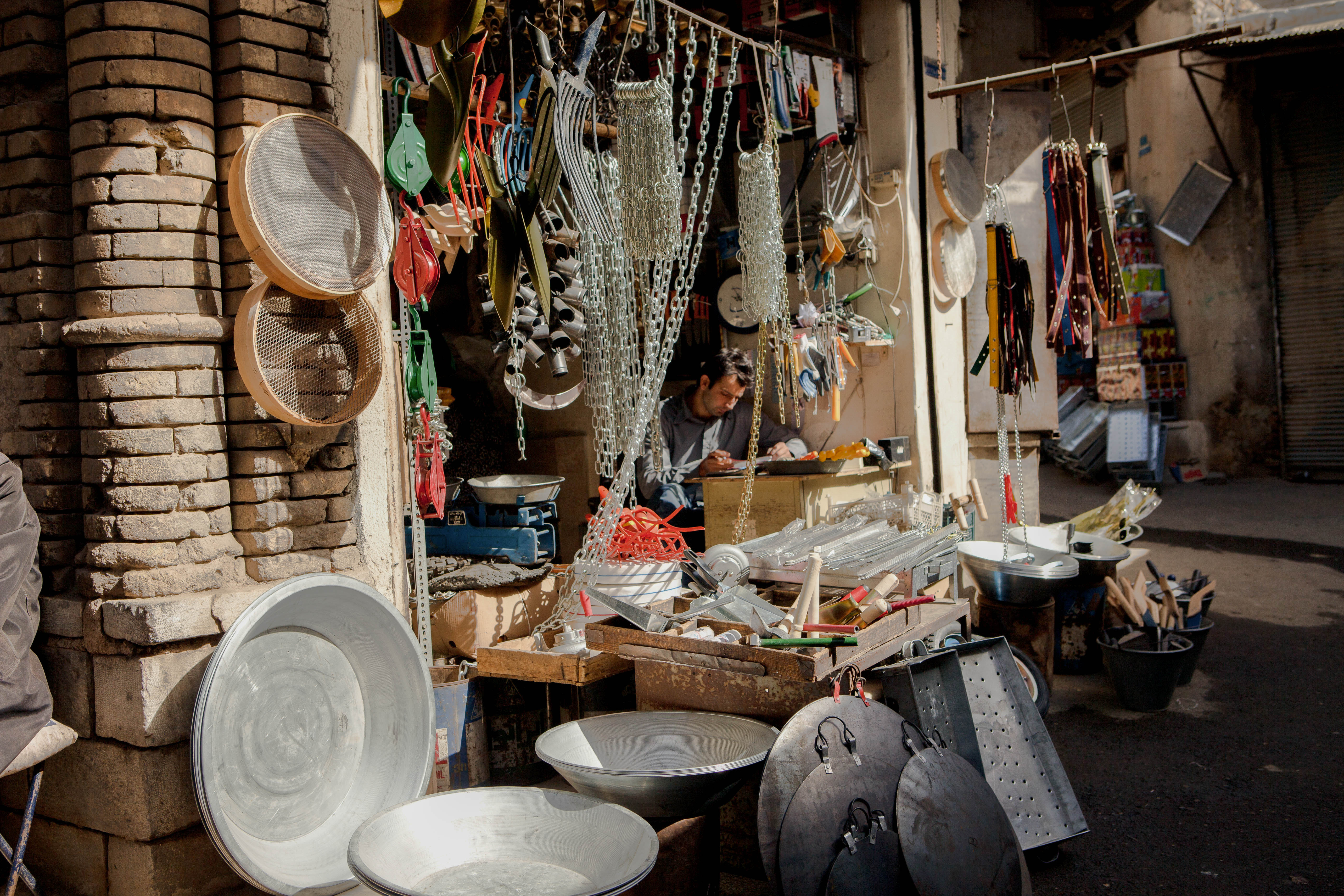
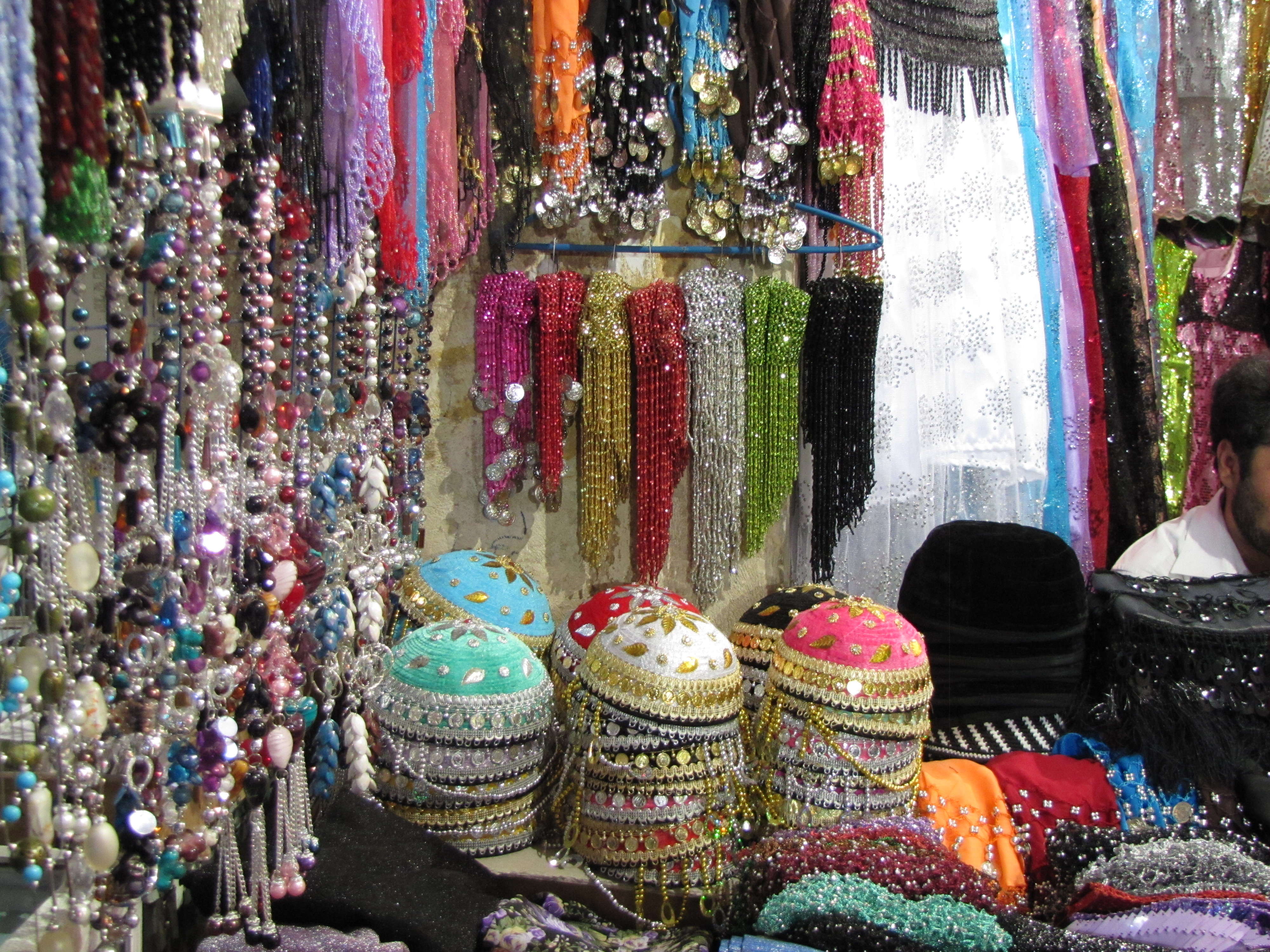
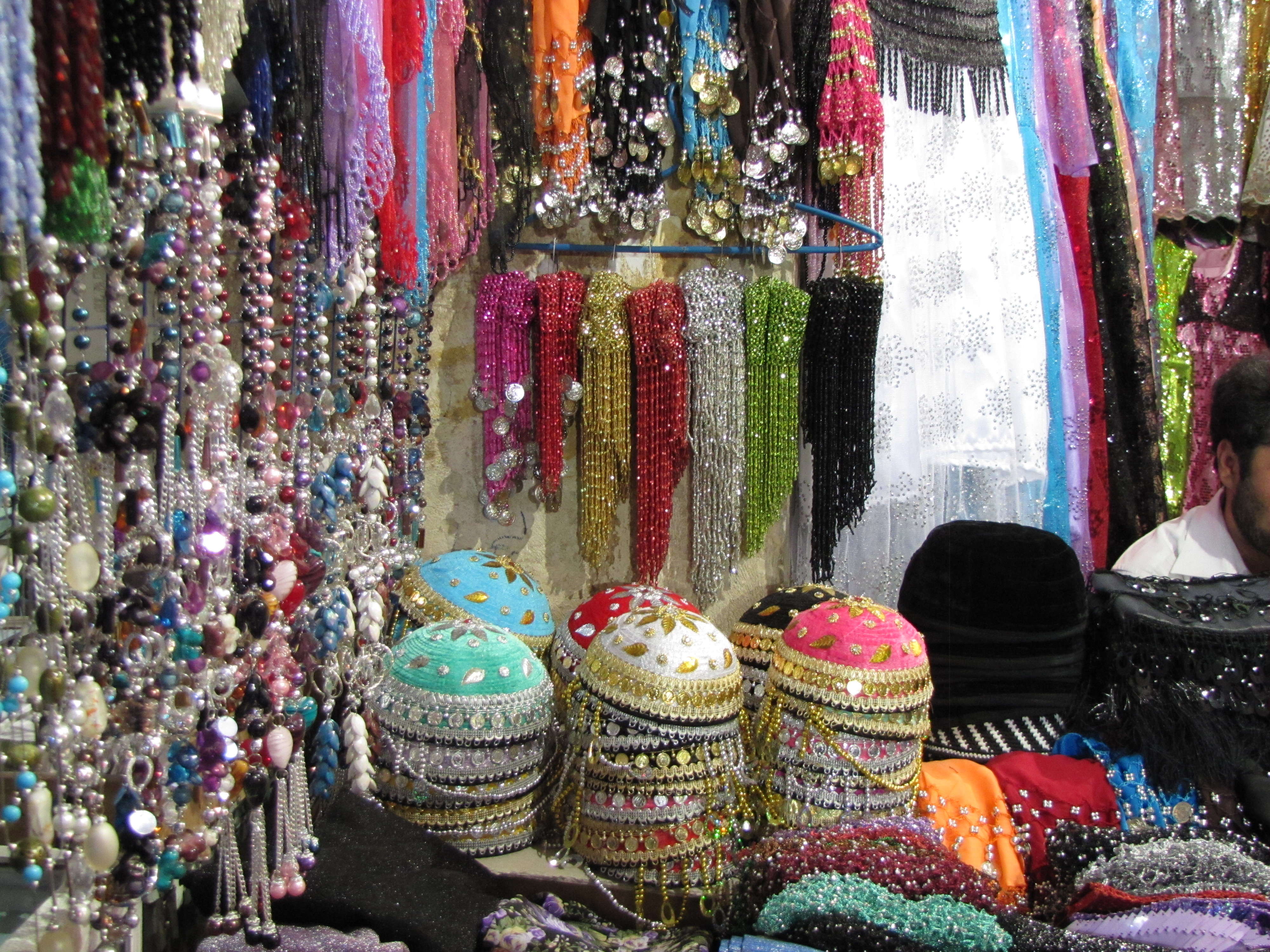
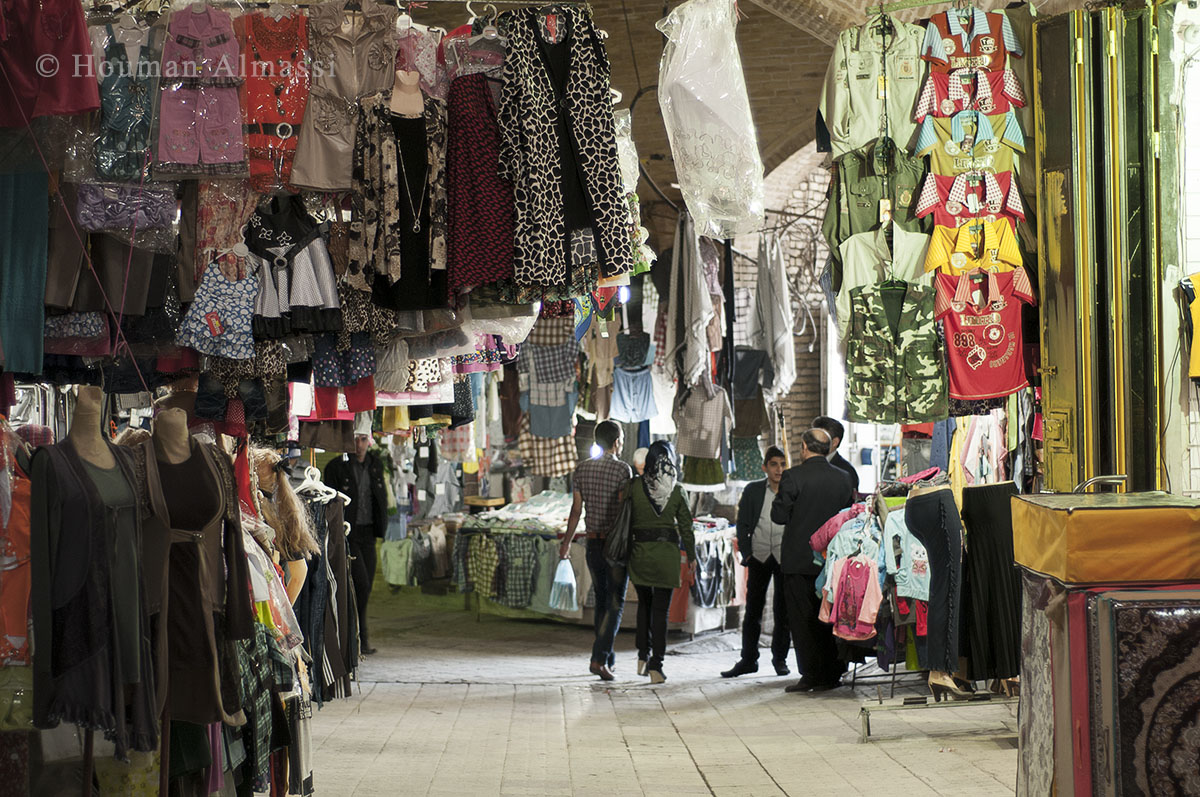
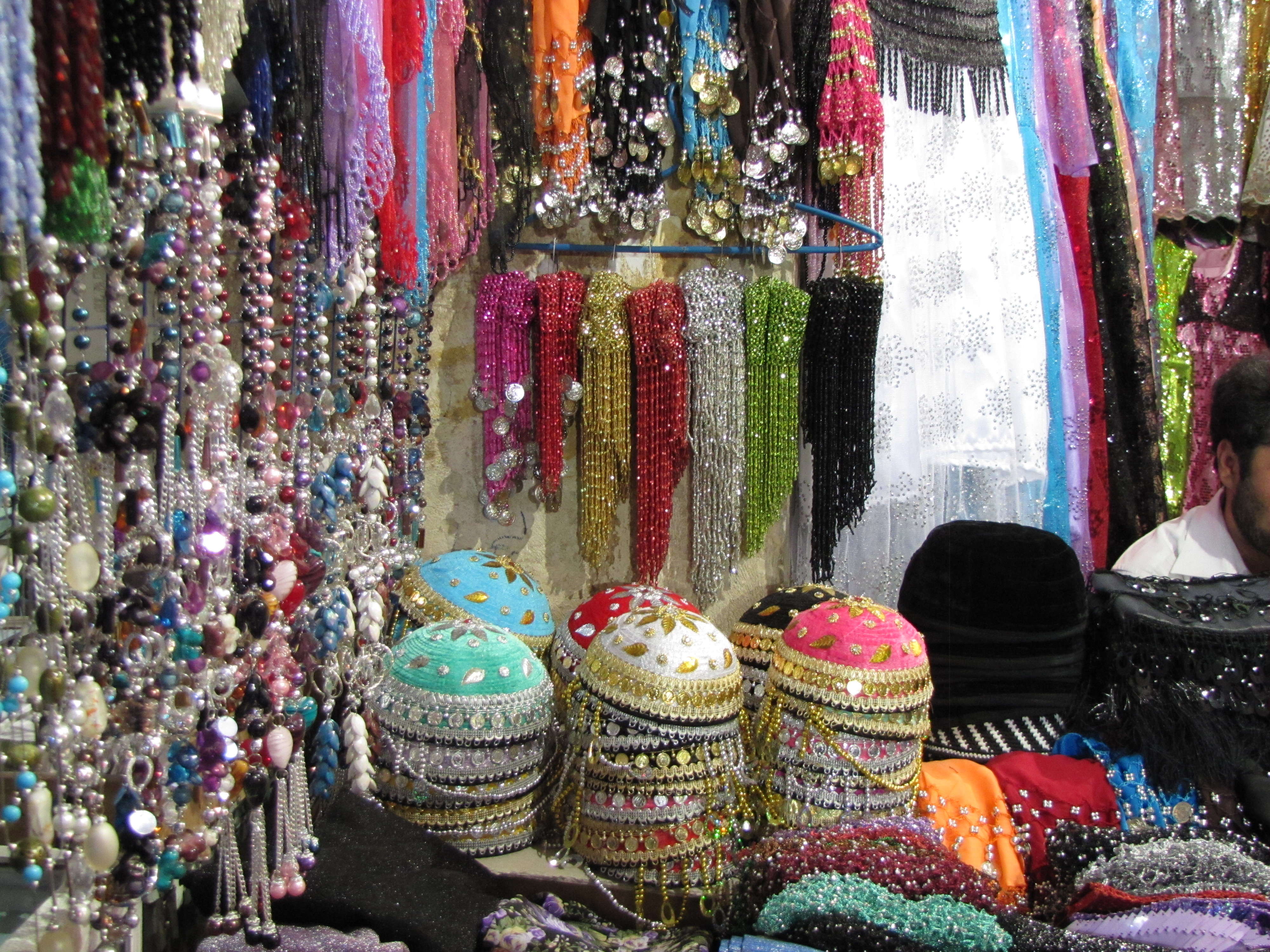
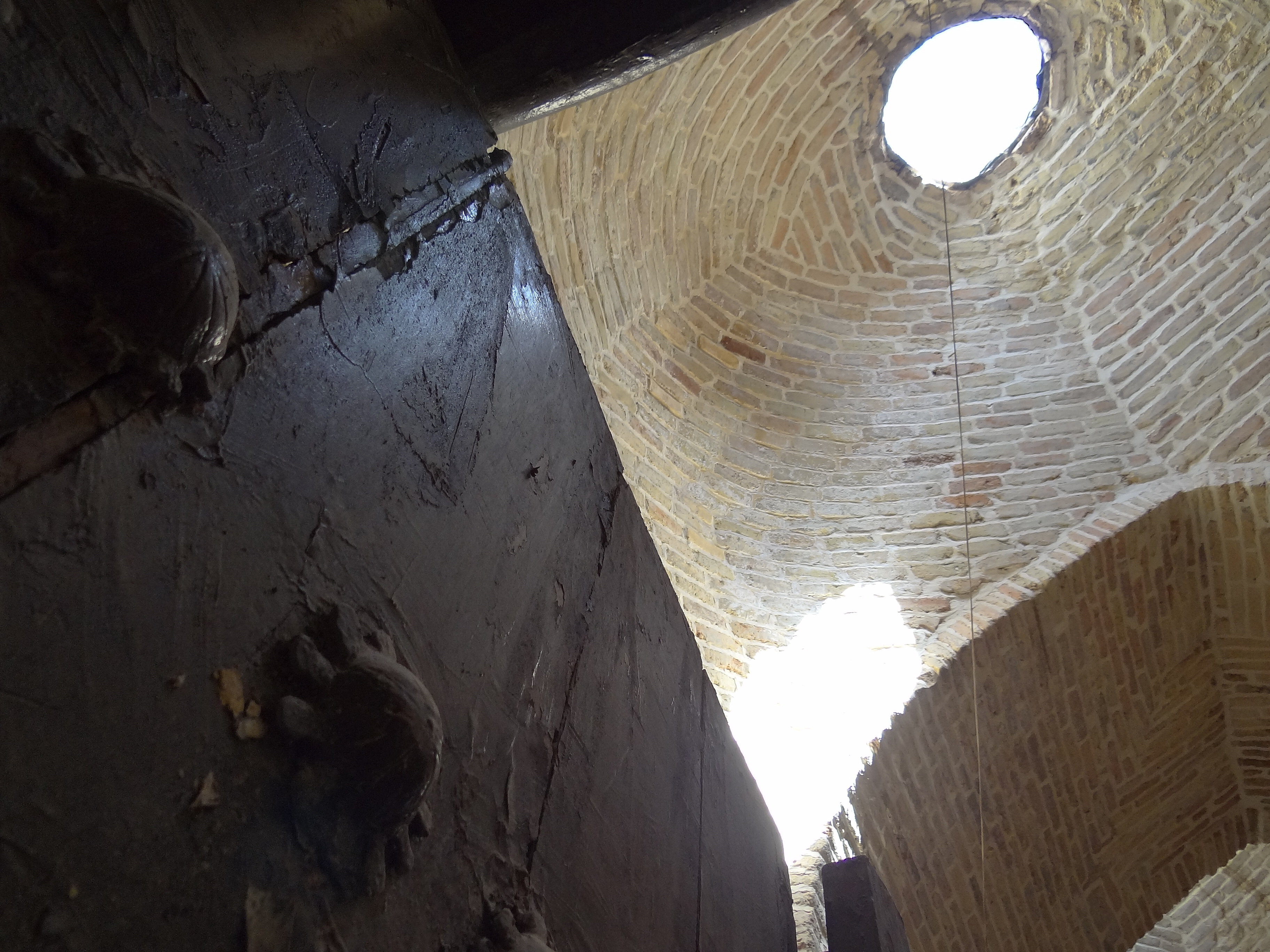
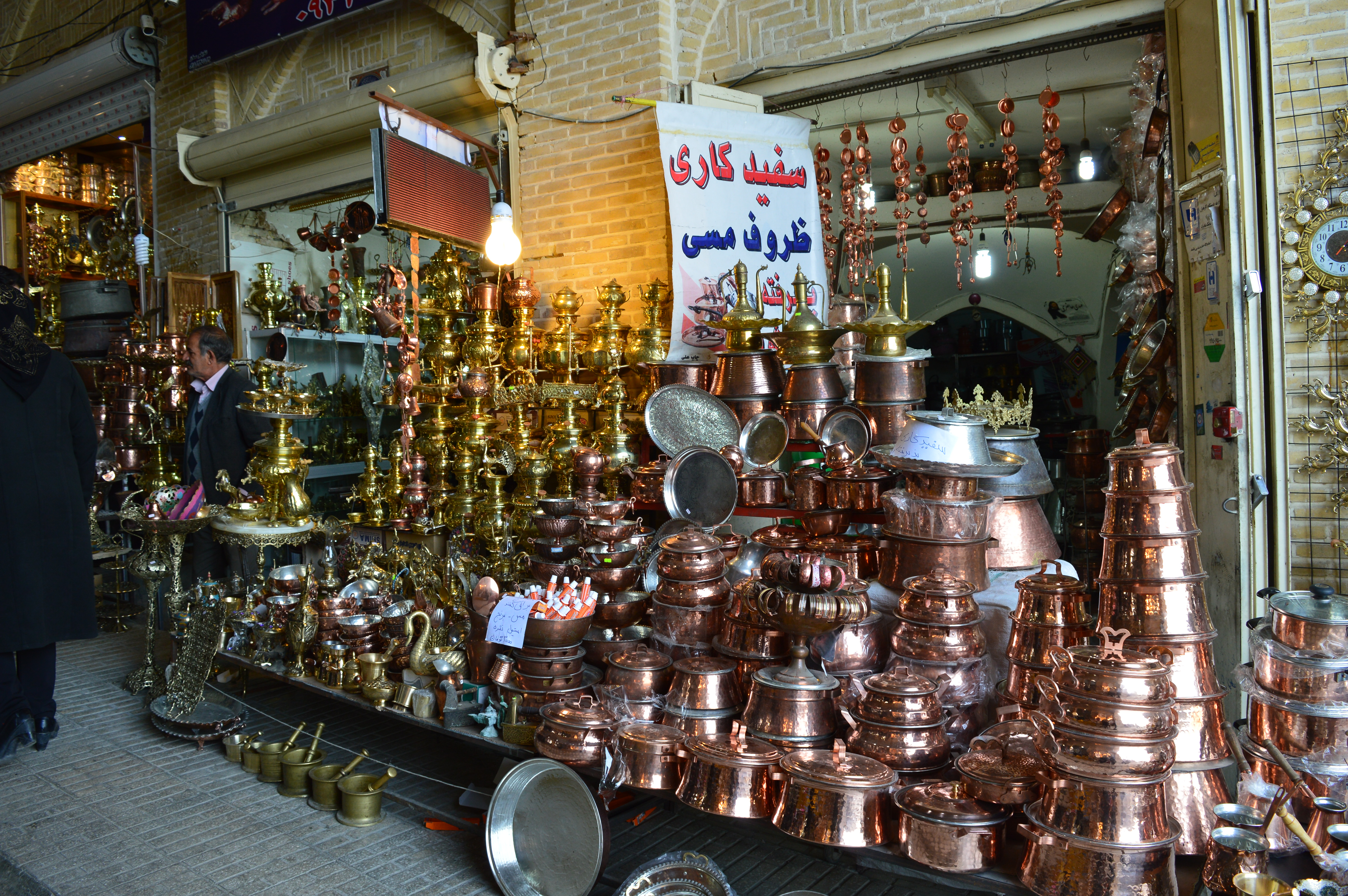
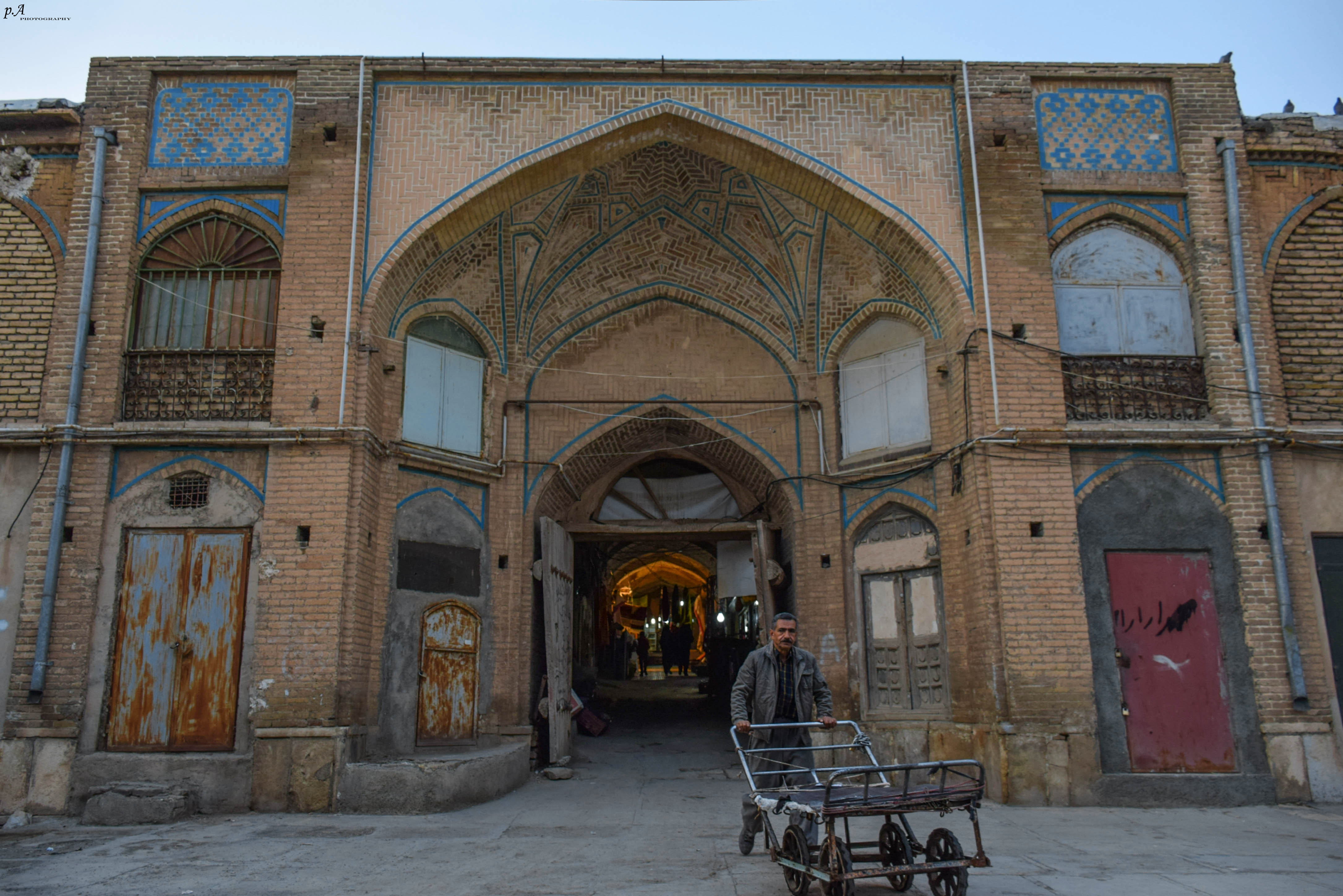
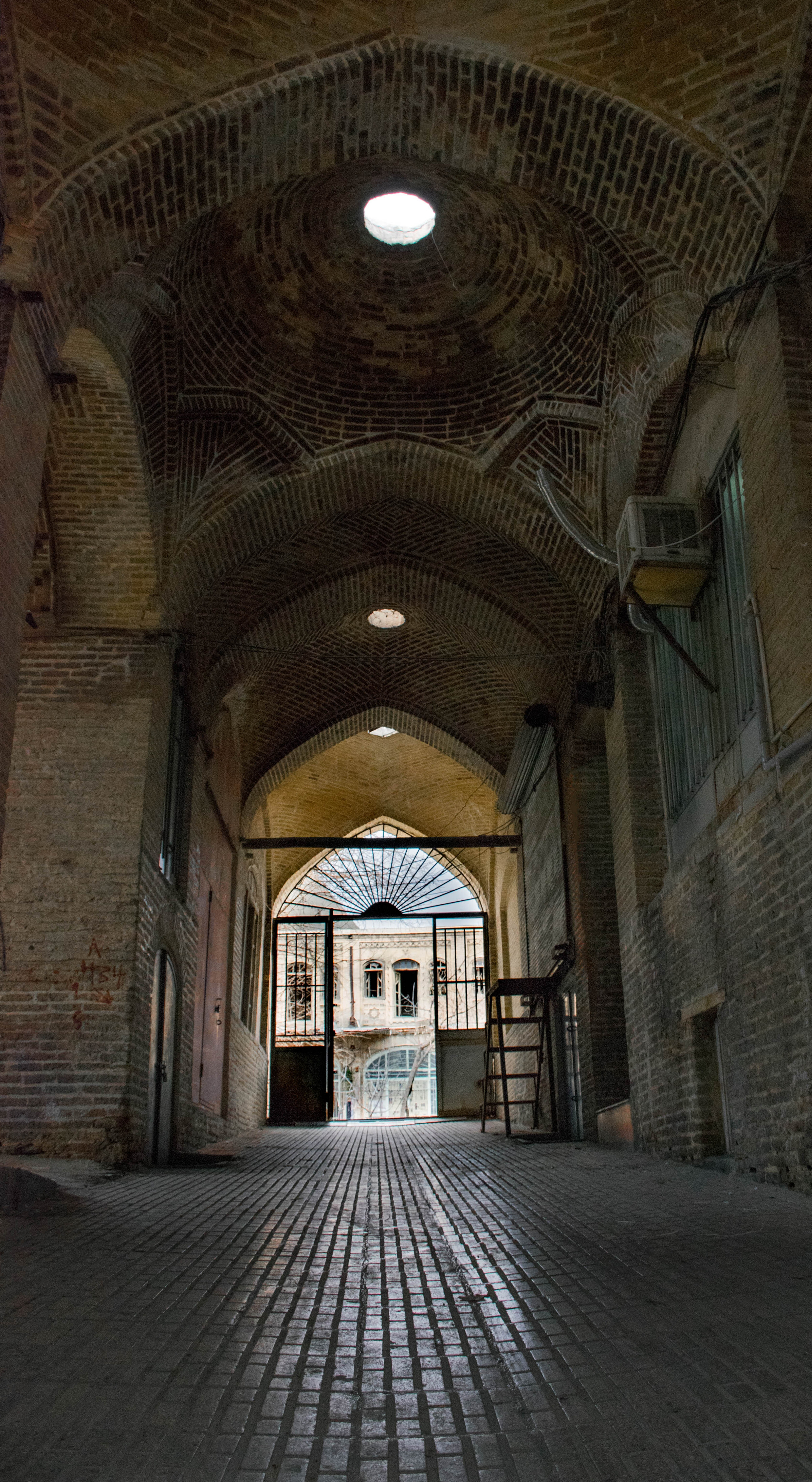
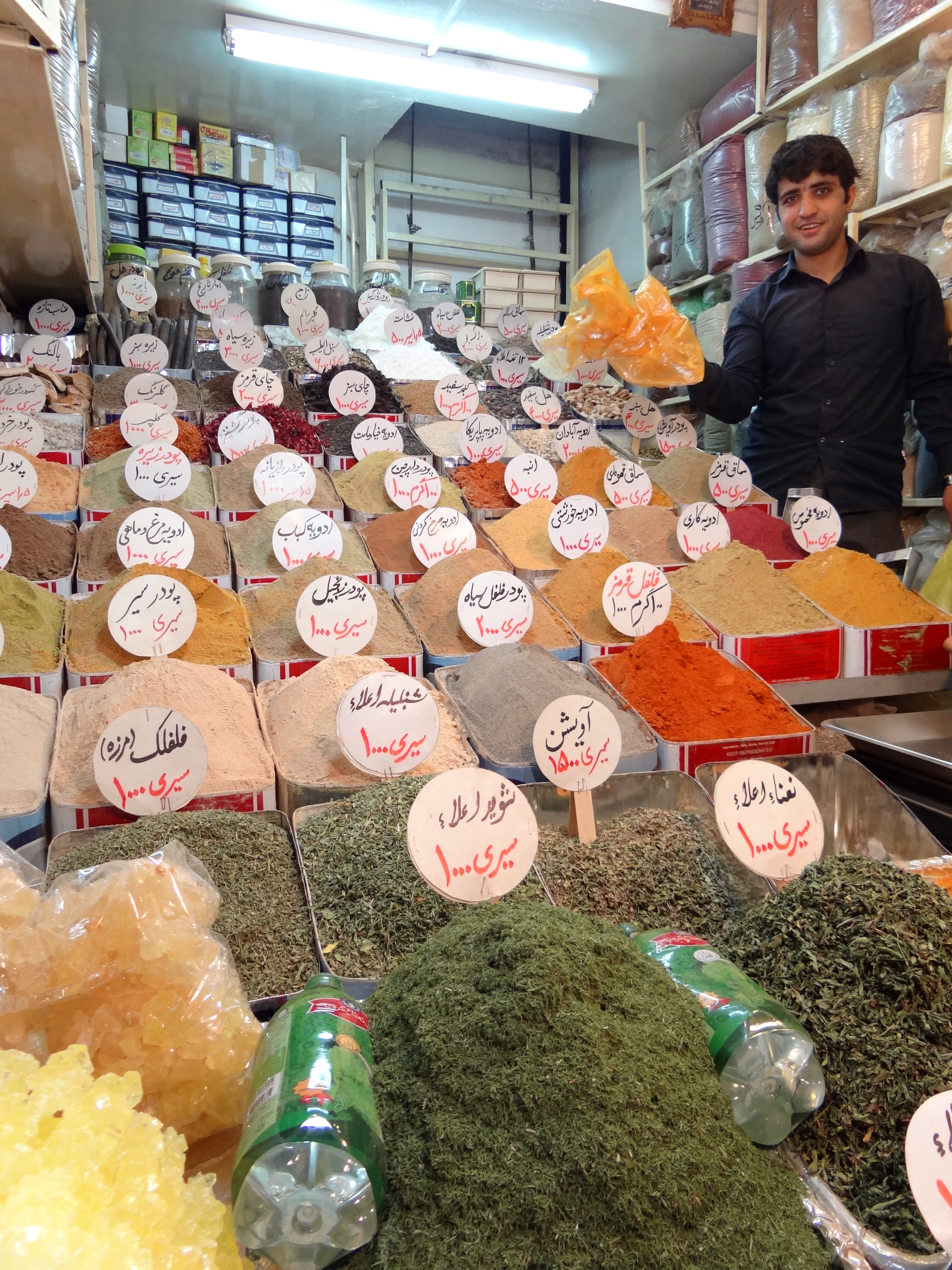
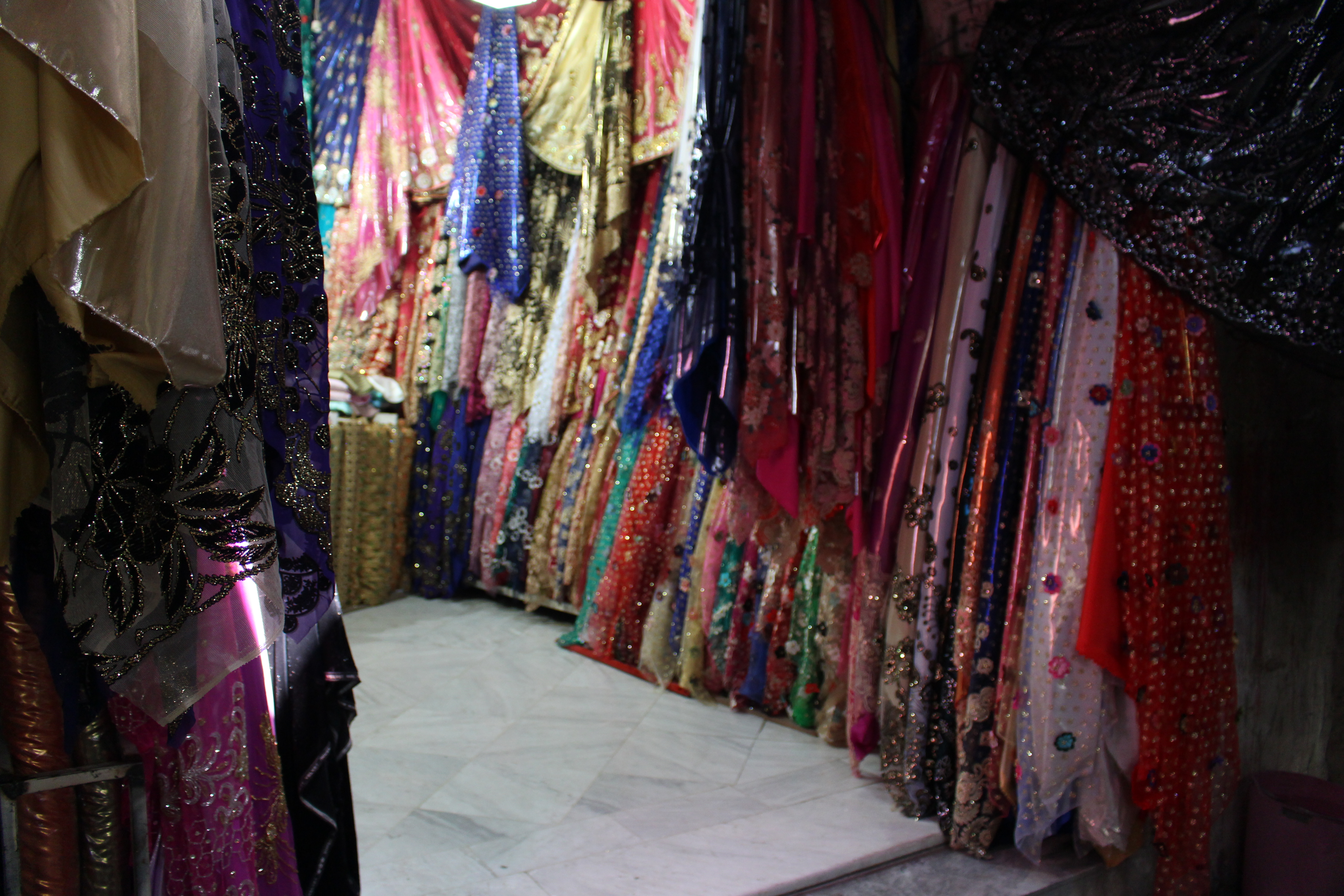
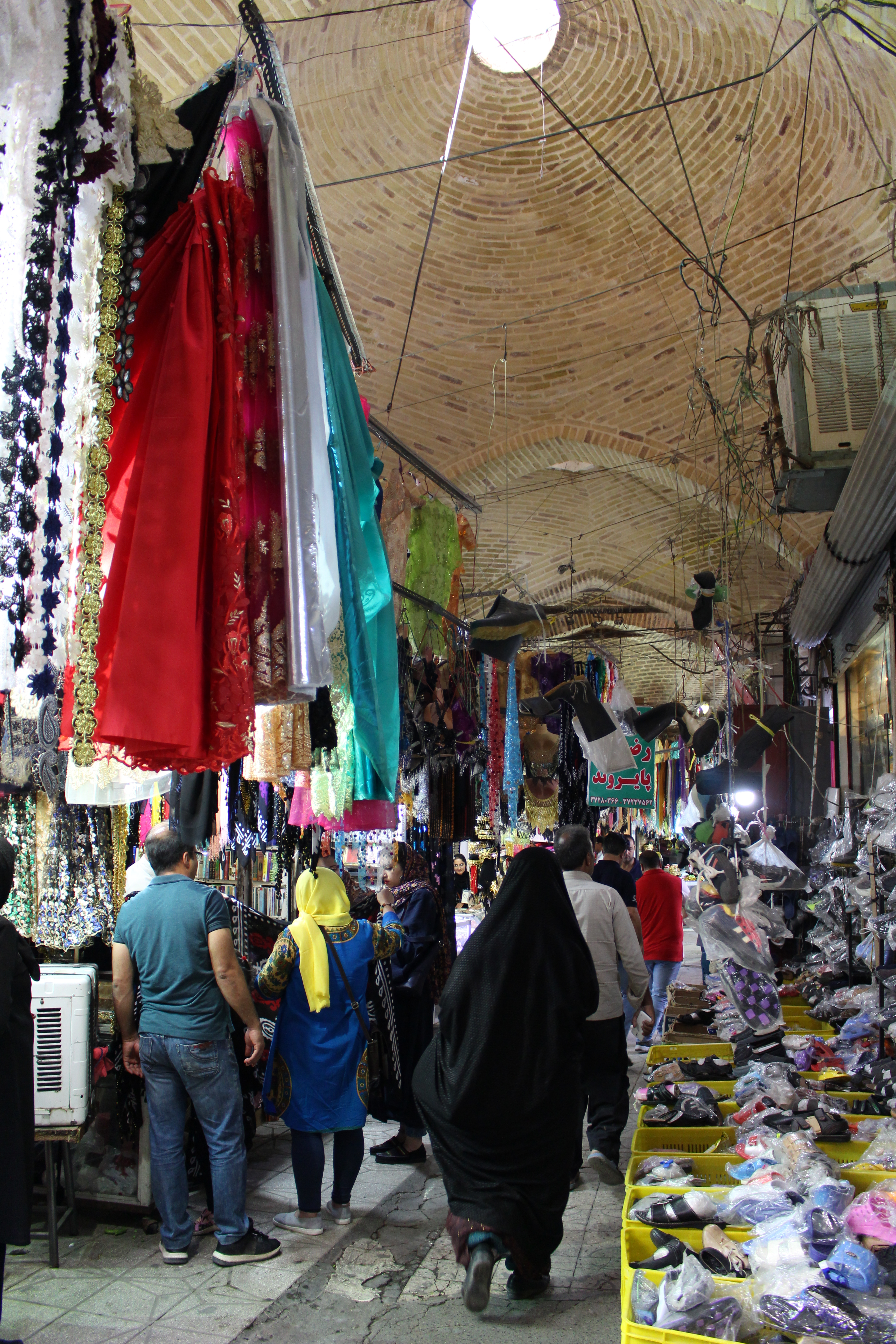
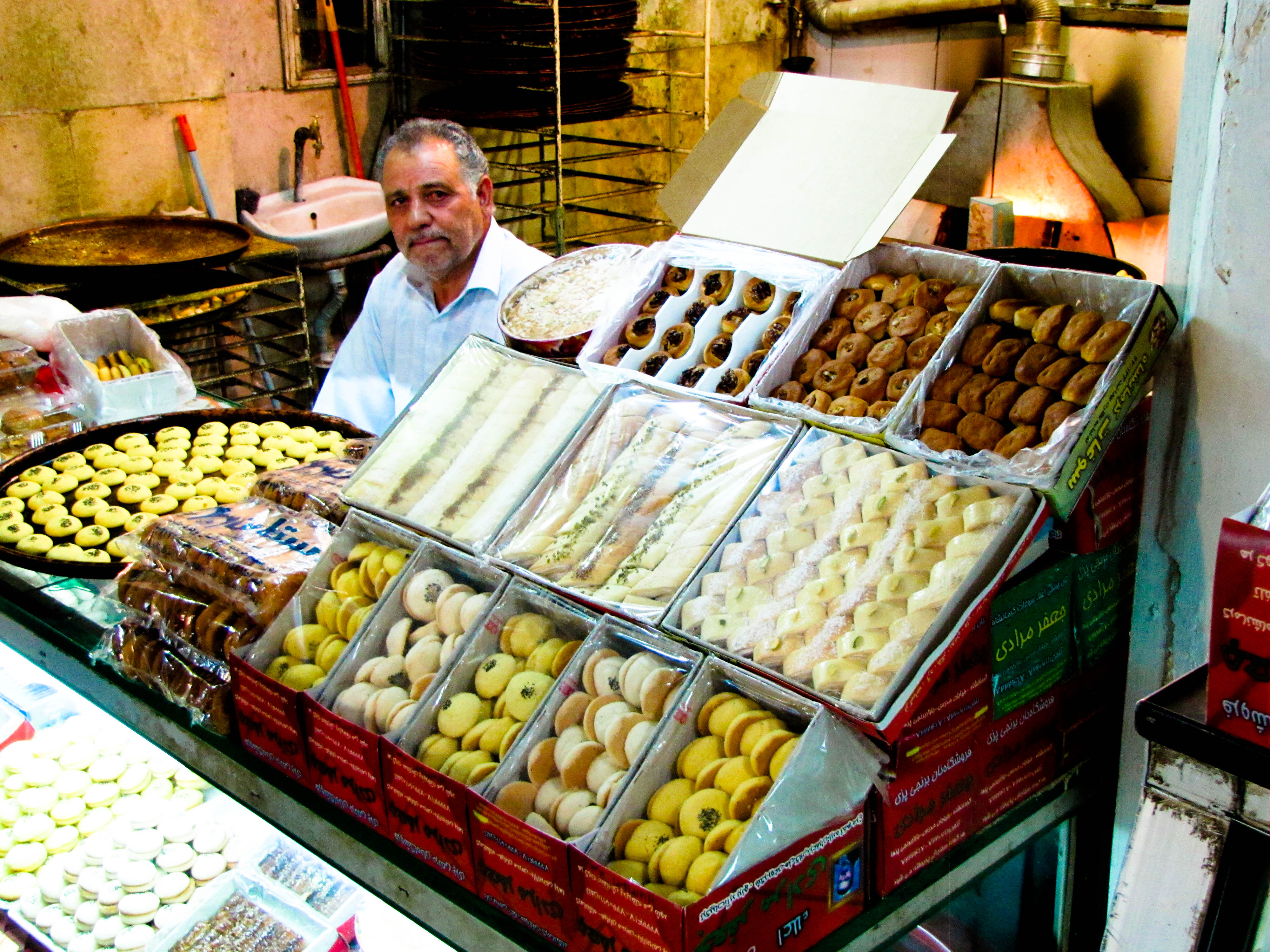